# WIG-gry
WIG-gry – indeks giełdowy spółek z sektora "gry" notowanych na warszawskiej Giełdzie Papierów Wartościowych.
Jest to indeks dochodowy.